# رودني بلاكشير
رودني بلاكشير (بالإنجليزية: Rodney Blackshear)‏ هو لاعب كرة قدم أمريكية أمريكي، ولد في 25 يوليو 1969 في هيوستن في الولايات المتحدة.